# Рипалс (линеен крайцер, 1916)
Рипалс (на английски: HMS Repulse) е линеен крайцер от типа „Ринаун“, на Британския Кралски флот от времето на Първата световна война.
Потопен от нападение на японски самолети на 10 декември 1941 г. заедно с линкора „Принц на Уелс“ по време на Куантанската битка.

## История на създаването
Корабостроителната програма за 1914 г. предвижда построяването на три линкора от типа „Роял Соверен“ и линейните крайцери „Ринаун“, „Рипалс“, „Резистанс“ (не е залаган). На 13 май 1914 г. Адмиралтейския Комитет утвърждава проектните документи за строителство и през юни е обявен конкурс според резултатите на който строителството на „Рипалс“ е поверено на частната корабостроителница „Палмерс Шипбилдинг енд Инджиниринг, К°“, в Гринок, Нюкасъл. На 30 ноември 1914 г. е заложен кила на „Рипалс“. С началото на войната работите са спрени, тъй като се предполага, че войната ще се проточи над 6 месеца и до края и строителството няма да завърши.
На 18 декември Уинстън Чърчил, под натиска на назначения от него самия за Първи морски лорд, адмирал Джон Фишър (заема поста от 30 октомври 1914 г. – до януари 1916 г.), взема съгласието на Кабинета на министрите за построяването на два линейни крайцера. Фишър обещава да осигури построяването за 15 месеца (фактически – 20).
На 19 декември 1914 г. започва разработката на проекта, за основа е взет „Инвинсибъл“.
На 21 декември отдела по проектиране представя теоретичните чертежи, а на 24 декември модел. На 28 – Адмиралтейския Комитет одобрява проекта. На 29 декември Фишър провежда преговори с представителите на заинтересуваните строители. Решават да възобновят анулираните поръчки за построяване на „Рипалс“, и „Ринаун“ но те да се строят по друг проект. На 30 декември е дадено официалното разрешение за строеж.
След това договорът за построяването на модифицирания „Рипалс“ е предаден на „Джон Браун и К°“ в Клайдбанк – „John Brawn & Co.Ltd, Shipbuilding & Engine Works“ (Clydebank)
На 21 януари 1915 г. строителите получават документацията за началото на работите.
На 25 януари е заложен килът (случайно или не съвпада с рождения ден на Фишър).
Към 28 февруари отдела за проектиране завършва разработката на проектната документация.
Теглото на кораба при спуска на вода е 15 156 тона. Стойността на строежа е около 2,8 милиона фунта стерлинги.

## Конструкция

### Корпус
Нитована конструкция, смесен набор на корпуса. Корпусът е разделен с водонепроницаеми прегради на 26 основни отсека, а по височина от шест палуби.
Двойното дъно се простира на 83% от дължината на кораба.
Противоторпедни прегради няма.
Един полубалансирен рул.

### Главен калибър
Шест оръдия с калибър 381 мм тип Mk. I.
- Дължина на оръдието – 16,52 м (42 калибра);
- Маса на ствола 97,3 т, на механизма на зареждане – 2,7 т, на снаряда – 872 кг (начална скорост ~750 м/с);
- Скорострелност около 2 изстрела/минута;
- Живучест на ствола 350 изстрела;
- Боекомплект от 120 снаряда на ствол.

Тегло на оръдейната кула – 1039 т, включая 422 т въртяща се част. Оръдията в кулата са отделени от бронирана преграда.
Диаметър на барбета – 9,3 метра.
Разчет на кулата – 75 души.

### Противоминен калибър
При избор на калибъра за спомагателната артилерия на „Ринаун“ и „Рипалс“ има връщане към 102-мм оръдия. Фишър винаги е протестирал против тежката противоминна артилерия на дреднаутите, и в случая с новите линейни крайцери той успява да утвърди за замяната на връщането на линкорите и на линейните крайцери от 152-мм калибър към по-лекия 102-мм.
Пред отдела по въоръженията стои сериозна задача. За увереното поразяване на новите разрушители на противника разрушителното действие на 14-кг 102-мм снаряд е съвсем недостатъчно (в сравнение с 45-кг снаряд на 152-мм установки). Решаването на проблема е възможно само когато се осигури по-голяма плътност на огъня, за което е необходимо разполагането на кораба на колкото е въможно повече оръдия, което при използването на единични установки предизвиква маса трудности. Изходът от положението се появява след създаването на триоръдейната кула за 102-мм оръдие, което теоретично позволява без трудности да се разположи достатъчно мощна противоминна батарея. Първоначално в новата установка се предполага използването на скорострелните 102-мм оръдия от типа MK.V, обаче тази по всички отношения удачна артсистема лошо се съвместява с оборудването за управление на стрелбата. Отказването от системата за централно насочване на противоминния калибър по тази причина се смята от Адмиралтейството за неразумно, и Mk. V е решено да се замени с модела Mk. VIII от същия калибър. Тази артсистема значително по-добре се съчетава с оборудването за управление на стрелбата, наистина отстъпвайки по надеждност на Mk. V. Първият морски лорд е за приемането на Mk. VIII, но отделът по въоръженията предлага да се създаде ново оръдие, със ствола на Mk. V и затвора на Mk. VIII. Тази идея е одобрена през април 1915 г., и като оръдия в трицевната кула попадат Mk.lX. Тройната люлка, в установката с обозначение T.I-MK.I, осигурява на своите три оръдия независимо насочване по вертикала (ъгъл на възвишение 30°, на снижение – 10°). При ъгъл на възвишение 30° далечината на стрелба с 10-кг изстрел съставлява 12 344 м (66,5 кабелта). Установката се оказва неудачна – тя изисква увеличен до 32 души обслужващ персонал (за сравнение – кулите на ГК обслужват от 64) и, без да има машинно задвижване при собствено тегло от 17,5 т, е много неповратлива. Теоретично нейната скорострелност е 10 – 12 изст./мин на ствол, обаче на практика темпът на стрелба на средното оръдие се оказва много по-нисък, тъй като на неговата прислуга пречат разчетите на страничните оръдия.
Всичко на „Ринаун“ и „Рипалс“ поставят по пет такива установки, като тяхното разположение следва да се оцени като удачно – две установки побордно на платформата на бойната рубка достатъчно високо над палубата на полубака, извън зоната на действие на барутните газове на носовите оръдия ГК при стрелба зад траверса; трите останали – по диаметралната плоскост: една между кърмовия комин и гротмачтата, двете други на кърмовата надстройка линейно-терасовидно. Освен строените установки, всеки кораб получава още по две оръдия от същия модел Mk.lX в единичните установки CP.I – по краищата от носовата надстройка, веднага зад кулата на ГК „В“. Подобна схема за разполагане на противоминната артилерия осигурява добро разпределение на огъня, което отчасти компенсира мудността на установките.
Стрелбата на противоминната артилерия контролират два прибора за управление на стрелбата, един от които се намира на платформа на фокмачтата, под поста за управление на стрелбата на главния калибър, а другия – на гротмачтата.

### Зенитно въоръжение
Две 76-мм оръдия образец Mk. I с дължина на канала на ствола от 20 калибра, боекомплект 150 изстрела на ствол. Двете 76-мм зенитки са поставени на палубата на надстройката отстрани на втория комин. Зенитния далекомер с база 2 м стои на гротмачтата, над поста за управление на стрелбата на 102-мм артилерия.

### Енергетична установка
Изпълнена е по типа на линейния крайцер „HMS Tiger“.
Форсираната мощност е 120 WPS при 275 об/мин.
Турбините система „Brown-Curtis“ са направени в заводите на фирмите строители. Турбинните агрегати са разположени в две машинни отделения, във всяко по две турбини високо налягане в общ корпус (една за предния ход, другата – за заден), действащи на външните валове и по две турбини ниско налягане в общ корпус (също за преден и заден ход), действащи на вътрешните валове.
42 водотръбни (с широки тръбички) котела „Бабкок и Уилкокс“ (Babcock-Wilcox), с работно налягане 16,5 ат. и максимално от 20 ат. Котлите са разположени в 6 котелни отделения: 3 – в отделение „А“, 7 – в отделение „И“, и по 8 котела в останалите отделения. Сумарната нагревателна повърхност е 14 604 м².
На 15 август 1916 г. изпълнявайки програмата на заводските изпитания с едновременен преход до Портсмът, ЕУ на кораба развива форсирана мощност от 125 000 к.с.
Запасът гориво е 4273 тона нефт и 104 тона въглища (максимален).
Палубите не са обшити с дърво.
Има три 7,37-тонни котви без щок (две носови и една резервна) и една 3,05 тонна кърмова.

## История на службата

### В състава на Гранд Флийт
Фактически веднага, от 10 ноември 1916 г. до 29 януари 1917 г., преминава модернизация (увеличено е бронирането на палубите – поставени са 550 тона) в корабостроителницата в Розайт.

#### Първа световна война
„Рипалс“ влиза в състава на 1-а ескадра линейни крайцери на Гранд Флийт, заменяйки „Лайън“ и ставайки вместо него флагмански кораб. От септември 1917 до март 1918 той е не само флагмански кораб на 1-а ескадра линейни крайцери, а и на целия Гранд Флийт (редувайки се с „Ринаун“).
На 17 ноември 1917 участва в битката при Хелголанд.
Изстрелва 54 снаряда – уцелва с един лекия крайцер „Кьонигсберг“. След това попада под обстрела на линкорите „Кайзер“ и „Кайзерин“ попадения в него няма и излиза от боя за сметка на скоростта си.

Корабът, един от първите, получава стартова платформа за пускане на самолети.
На кула „В“ е съоръжена площадка (широка платформа с дължина над 15 м), от която, на 1 октомври 1917 г., командирът на ескадрила, майор Рутланд (Rutland) успешно излита със самолет „Sopwith Pup“. Втора такава платформа е съоръжена над кула „Y“. Корабът е въоръжен с два самолета – „Стратер“ („В“) и „Сопуич Къмъл“ („Y“).
През 1917 г. е оборудван със спасителни салове система Carley.
Към края на войната корабът има 8 914-см прожектора.
През юли 1918 г. е решено да се преведе кораба във военноморската корабостроителница в Портсмът, където се предполага да му бъдат поставени броневите плочи от „Almirante Cochrane“.

#### Между войните
През декември 1918 г. корабът е подложен на модернизация в док:
1. Додадени са були; от 31-я до 296-я шпангоут. Булите са напълнени с херметични кухи тръби. Поради увеличаването на ширината на кораба с 3,5 м е необходимо удължаване на товарните стрели с 1,22 м. На няколко места на булите са поставени релси за швартоване на лодки;
2. Усилено е бронирането: поставен е нов 229-мм главен броневи пояс (вместо 152-мм, който е преместен ниво по-горе, между главната и горната палуби), поставен е допълнителен 102-мм бронирана траверса, който, започвайки от борда, обгръща откъм кърмата барбета на кула „Y“ и завършва при противоположния борд. Над погребите за боезапаса дебелината на палубата е доведена до 76 мм (добавени са 25 мм броня);
3. На горната палуба по двойки са постановени четири 533-мм сдвоени торпедни апарата (16 торпеда);
4. Демонтирани са полетните платформи от кулите;
5. Поставени са 3 далекомера с база 9,14 м (един – в задната част на оръдейна кула „А“ (допълнително към наличния с база 4,57 м), втори – в кула „Y“ (вместо стария с база 4,57 м), третия – във въртящия се брониран пост за управление на огъня на главния калибър на бойната рубка (допълнително към наличния с база 4,57 м).

Монтирани са допълнителни турбогенератори. Палубата на бака до шпилите и откритата част на кърмовата палуба са покрити с дървена настилка.
В резултат на реконструкцията водоизместимостта се увеличава с 4500 тона, газенето с 0,3 метра. През януари 1921 г. крайцерът се връща в строй. Стойността на работите се оценява на 860 684 лири.
От 4 до 9 февруари 1922 г. в Средиземно море участва в маневри.
През 1925 г. принца на Уелс извършва плаване на кораба в Южна Африка и Южна Америка. След връщането му крайцерът е изваден от състава на действащия флот за провеждане на текущ ремонт, от ноември 1925 г. до юли 1926 г.
Април 1933 г. – май 1936 г. модернизация в Портсмът.
1. Усилване на бронирането: поставена е допълнителна палубна броня над МО (горния слой (от три налични, дебелина на всичките – 25 мм) е заменен с плочи от нецементирана броня с дебелина 95 мм), двата горни слоя над машинното отделение са заменени с нецементирани плочи с дебелина 63 мм, отстрани на машинните отделения, между горния ръб на скоса на главната палуба и стената на борда, по хоризонталната плоскост допълнително са сложени нецементирани плочи с дебелина 89 мм, в носовата част на корпуса, над погребите за 102-мм оръдия и бойните части за торпедата, наличните 44-мм плочи на нивото на долната палуба са заменени с 89-мм плочи от нецементирана броня;
2. Поставен е напречно на палубата катапулт (неподвижен) и два хангара за самолети (между гротмачтата и втория комин (на мястото на свалена тристволна 102-мм артустановка)), всичко корабът може да носи 4 самолета: 1 на катапулта и по един във всеки хангар и 1 на палубата („Суордфиш TSR“ или амфибията „Валрус“). В носа на кораба, под водолинията, е оборудван резервоар за авиационното гориво (по-рано на кораба са използвани подвижни се и изхвърляни при необходимост съдове);
3. От крайцера са свалени носовите подводни торпедни апарати и бронирания пост за управление на огъня им;
4. На крилата на платформата побордно са монтирани по един пеленгатор „Евершед“, от мостика е свалени далекомерите с база 2,74 м (те са пренесени на долния мостик), а вместо тях са поставени два далекомера с база 3,65 м;
5. Зенитното въоръжение се състои от:

8 универсални 102-мм оръдия: от тях 4 оръдия „Mk.IX“ са поставени на единичните лафети „Mk.I“ и „Mk.II“ – две на покричите на авиационните хангари отстрани на втория комин и две – на специално направени спонсони на палубата на бака.
4 други оръдия „Мк. XV“ са монтирани на две сдвоени установки за универсален огън тип „Mk.XVII“. Те са разположени на специални платформи на кърмовата надстройка, отстрани на гротмачтата.
2 осемстволни установки „Pom-Pom Mk.VI“ са разположени на специални площадки на платформата на бойната рубка (побордно), на това място, но по-горе (на сигналната палуба) са поставени 2 четиристволни установки „Mk.II“ с 12,7 мм картечници „Mk.III“.
След края на работите крайцерът, от 31 януари 1936 г., провежда ходови изпитания на които развива скорост 28,36 възела, при мощност на турбините към валовете от 112 400 к.с. Тази модернизация струва на хазната 1 377 748 британски лири.
На 8 юни 1936 г. преминава от Портсмут в Средиземно море, в състава на ескадрата линейни крайцери на Средиземноморския флот, където се намира до септември 1938 г. В края на 1936 г. превозва около 500 бежанци с островите Палма и Майорка в Марсилия.
От 1938 до април 1939 г. крайцерът е в корабостроителницата в Портсмът.

През 1940 г. (най-вероятно през лятото, след края на Норвежката кампания) кърмовата тристволна противоминна 102-мм оръдейна установка на спардека е заменена с три осемцевни зенитни автомата „пом-пом“.
От юни до август 1941 г. корабът се намира на ремонт в корабостроителницата в Клайд. Поставена му е РЛС от типа 284 за управление стрелбата на главния калибър. На борда на корпуса и надстройките е нанесен светло-сив и тъмно сив камуфлаж.

Поради честите преправяния, ремонти и т.н., произвеждани на „Рипалс“ и еднотипния „Ринаун“, двата получават във флота прякорите „Ребилд“ и „Рипейър“ (на английски: rebuild and repair – преустройка и преправяне).

### Втора световна война
На 30 август 1941 г. отплава от Клайд в състава на ескорт на конвой, оплаващ около Африка за Индокитай. На 3 октомври пристига в Дърбан. На 28 ноември се среща в Коломбо с пристигналия от Клайд линкор „Принц на Уелс“.
На 2 декември съединение „Z“ в състав: линкорът „Принц на Уелс“, крайцерът „Рипалс“ разрушителите „Електра“, „Експрес“, „Тендос“ и „Вампир“, пристига в Сингапур.

#### Последен бой
9 декември:
- 17:20 – съединение „Z“ е засечено от японски хидросамолет;
- 20:15 – взет е курс към Сингапур.

10 декември:
- 11:15 – в „Рипалс“ попада първата бомба зад втория комин, в хангара по левия борд, в съседство с катапулта, и детонира в отсек „F“ на котелното отделение; корабът продължава да се движи със скорост 26 възела.
- 12:22 – в кърмовия край на кораба попада първото торпедо, изваждайки от строя рулево управление. За по-малко от 5 минути кораба е уцелен от още четири торпеда: три – в левия борд (две – срещу кула „Y“, едно – в района на фокмачтата) и едно в десния, в средата на кораба.
- 12:30 – кораба потъва вертикално с носа нагоре. (Според други данни, в 12:33 след достигане на крен от 60° се преобръща)

Разрушителите от ескорта успяват да спасят от „Рипалс“ 796 души (включая капитанът Тенант). Загиват 513 моряка. Мястото на гибел е: 3°45´ с.ш. 104°24´ и.д.

## Останки
Потъналият линеен крайцер се намира на дълбочина около 55 метров в точката с координати 3°36’59"N 104°20’1"Е. През май 2007 г. обломките са детайлно изучени от дайвъри в хода на експедицията „JOB 74“. Корабът се намира на дъното почти строго кила нагоре. Останките на крайцера, под действието на теченията, по левия борд са затрупани с пясък и дънни наслагвание, в същото време десният борд излиза над нивото на дъното толкова, че на места се виждат заритите в дъното надстройки, които са разрушени при потъването. В района на втория комин, на десния борд, добре се вижда дупка във външната обшивка (с размер 6*4 метра) – следа от единственото торпедно попадение в десния борд.
Макар още през 2002 г. останките на линейния крайцер „Рипалс“ (заедно с останките на линкора „Принц на Уелс“), съгласно решението на британските власти, да получават статуса на воинско погребение, примерно от 2012 г. те са подложени на разорение от страна на нелегални търсачи на скрап. Последните, с цел разрушаване на лежащия на дъното корпус на линейния крайцер, използват, в т.ч. и взривни вещества. Полвайки се от относително неголямата дълбочина на потопения съд, удобно (от гледна точка достъпност) местоположение, липсата на надзор и фактическата невъзможност действително да се наказват подобни действия по отношение на воинските погребения (съгласно малайзийските закони за такива действия се предвижда само парична глоба), нелегалните събирачи на скрап нанасят на лежащите на дъното останки на британските военни кораби значителен ущърб („Рипалс“, в частност, напълно се лишава от гребните винтове). Освен това, незаконно извадени от потъналите кораби артефакти попадат на търгове.

## Коментари
1. ↑  Всички данни са приведени към момента на влизане в строй.